# Special Olympics Finnland
Special Olympics Finnland (offiziell in Finnland und auf Englisch Special Olympics Finland) ist der finnische Verband von Special Olympics International. Sein Ziel ist die Förderung von Sport für Menschen mit geistiger Beeinträchtigung und die Sensibilisierung der Gesellschaft für diese Mitmenschen. Außerdem betreut er die finnischen Athletinnen und Athleten bei den Special Olympics Wettkämpfen.

## Geschichte
Die Arbeit des Verbandes begann 1990, nachdem Mariusz Damentko von Special Olympics Polen den finnischen Behindertenverband besuchte und die internationale Special-Olympics-Bewegung präsentierte. Der daraufhin gegründete nationale finnische Zweig stand zunächst unter der Schirmherrschaft des finnischen Verbandes für geistig Behinderte (finnisch Kehitysvammaliitto), dann des Verbandes für Behindertensport und -bewegung (Suomen Vammaisurheilu ja -liikunta VAU) und seit 2020 des nationalen paralympischen Komitees (finnisch Suomen Paralympiakomitea, schwedisch Paralympiska Kommitté).

## Aktivitäten
2015 waren 1860 Athletinnen, Athleten und Unified Partner sowie 254 Trainer bei Special Olympics Finnland registriert.
Der Verband nahm 2016 an den Programmen Law Enforcement Torch Run (LETR), Athlete Leadership, Young Athletes, Special Olympics Family Support Network und Motor Activities Training Program (MATP) teil, die von Special Olympics International ins Leben gerufen worden waren.

### Sportarten
Folgende Sportarten wurden 2016 vom Verband angeboten:
- Basketball (Special Olympics)
- Beach Volleyball
- Bowling (Special Olympics)
- Eiskunstlauf (Special Olympics)
- Floorball
- Fußball (Special Olympics)
- Golf (Special Olympics)
- Judo
- Leichtathletik (Special Olympics)
- Radsport (Special Olympics)
- Reiten (Special Olympics)
- Rhythmische Sportgymnastik (Special Olympics)
- Schneeschuhlaufen (Special Olympics)
- Segeln (Special Olympics)
- Ski Alpin (Special Olympics)
- Skilanglauf (Special Olympics)
- Schwimmen (Special Olympics)
- Snowboard (Special Olympics)
- Volleyball (Special Olympics)

### Teilnahme an Weltspielen vor 2020
- 2007 Special Olympics World Summer Games, Shanghai, China (69 Athletinnen und Athleten)
- 2009 Special Olympics World Winter Games, Boise, USA (23 Athletinnen und Athleten)
- 2011 Special Olympics World Summer Games, Athen (82 Athletinnen und Athleten)
- 2013 Special Olympics World Winter Games, PyeongChang, Südkorea (30 Athletinnen und Athleten)
- 2015 Special Olympics World Summer Games, Los Angeles, USA (64 Athletinnen und Athleten)

### Teilnahme an den Special Olympics World Summer Games 2023 in Berlin
Special Olympics Finnland nahm an den Special Olympics World Summer Games 2023 teil. Die etwa 100-köpfige Delegation wurde vor den Spielen im Rahmen des Host Town Programms von Bochum betreut. Das Team gewann bei diesen Weltspielen 23 Gold-, 18 Silber- und 13 Bronzemedaillen.

### Teilnahme an Weltspielen nach 2023
- 2025 Special Olympics World Winter Games, Turin, Italien (34 Athletinnen und Athleten)[6]